# 應力控股
應力控股有限公司，簡稱應力控股（英語：KPa-BM Holdings Limited，港交所：2663），在1991年，由韋日堅（行政總裁）和其他相關人士，於香港（總部）創立「應力工程有限公司」。
主席為葉柏雄。業務在香港和全球經營結構工程工作和建材產品買賣。
在2015年10月8日於港交所上市，當時代碼為8141.HK（配售價格為0.3港元，配售股份數目為1.5億股，集資額為2700萬港元）前，曾在2015年8月25日，涉及有關訴訟事件，經法庭判決，裁定「應力工程有限公司」判定為勝訴。
2017年7月6日，該公司轉往主板上市。

## 外部連結
- kpa-bm.com.hk （页面存档备份，存于）